# Muara Dua (Pemulutan)
Muara Dua is een bestuurslaag in het regentschap Ogan Ilir van de provincie Zuid-Sumatra, Indonesië. Muara Dua telt 1553 inwoners (volkstelling 2010).